# Страхование от несчастных случаев
Страхование от несчастных случаев — вид личного страхования. Предназначено для возмещения ущерба, вызванного потерей здоровья или смертью застрахованного.
Может осуществляться в групповой (например, страхование работников предприятия) и индивидуальной формах, а также в формах добровольного и обязательного страхования (например, пассажиров, военнослужащих и других категорий граждан).

## Основы страхования от несчастных случаев
Страхование от несчастных случаев построено на тех же принципах, на которых построено смешанное страхование жизни. Важнейший из них - ограничение объема страховой ответственности оговоренными последствиями несчастного случая, происшедшего с застрахованными в период страхования. Такое ограничение обеспечивает доступность страховых тарифов и способствует широкому развитию страхования от несчастных случаев как непосредственного дополнения социального страхования. Наибольшее распространение получило индивидуальное страхование от несчастных случаев.
Основу договоров страхования от несчастных случаев составляют краткосрочные виды. В объем страховой ответственности страховщика по договорам страхования от несчастных случаев включаются последствия, к которым приводит несчастный случай. При этом имеется в виду не вообще любой несчастный случай в обывательском смысле слова, а только так называемый "страховой несчастный случай", то есть такое событие, которое учитывается условиями договора. Различные договоры могут в качестве страховых включать в перечень разные несчастные случаи. Например, по условиям страхования пассажиров страховыми считаются только те несчастные случаи, которые произошли с застрахованным в пути следования определенного вида транспорта. По страхованию от несчастных случаев на производстве страховыми будут являться несчастные случаи, произошедшие только во время, либо связанные только с выполнением профессиональной деятельности.

## Объём страховой ответственности
Все многообразие последствий несчастного случая можно свести к трем видам: смерть, временная нетрудоспособность, постоянная полная или частичная нетрудоспособность (инвалидность).
Первый вид последствий несчастного случая ясен и не требует каких-либо пояснений. Временная нетрудоспособность означает, что в результате несчастного случая произошли такие патологические изменения, нарушения функций организма, которые не позволяют человеку продолжать трудовую деятельность в течение относительно непродолжительного времени. По истечении этого периода трудоспособность пострадавшего может полностью восстановиться. Наконец, постоянная нетрудоспособность, или инвалидность, имеет место только тогда, когда несчастный случай причинил пострадавшему повреждения, остающиеся в течение всей жизни, например потеря зрения или какого-нибудь органа. Инвалидность может иметь разные степени в зависимости от уровня снижения трудоспособности человека. Очевидно, что при потере одного пальца руки или ноги трудоспособность снижается незначительно, в то время как при потере зрения на оба глаза, обеих рук и ног наступает полная инвалидность.
По условиям договора все перечисленные последствия несчастного случая могут быть включены в объем страховой ответственности вместе или в различных комбинациях. До революции российские страховые компании проводили варианты страхования от несчастных случаев с условием выплаты при наступлении:
- смерти, инвалидности и временной нетрудоспособности;
- смерти и инвалидности;
- инвалидности и временной нетрудоспособности;
- только инвалидности.

Аналогичные виды договоров страхования от несчастных случаев заключал и Госстрах в период до 1942 года, когда были отменены все действовавшие ранее договоры личного страхования. В послевоенной практике работы Госстраха временная нетрудоспособность была исключена из перечня страховых случаев и при её наступлении выплата застрахованному не предусматривалась. Некоторые отступления от сложившегося порядка проведения работы по страхованию от несчастных случаев наблюдались в последние годы в ряде бывших союзных республик, начинавших проводить страхование на случай временной нетрудоспособности. Кроме того, с целью более широкого учета интересов страхователей Госстрах в некоторые виды договоров от несчастных случаев включил условие выплаты пособия по случаям, требующим непрерывного лечения в течение непродолжительного времени (обычно до месяца). Это практически свидетельствует о том, что временная нетрудоспособность как один из видов последствий несчастного случая становится основанием для выплаты по договору.

## Размер страхового взноса и страховой выплаты
Задача страхования вообще заключается в возмещении материального ущерба, который понёс страхователь в силу разных обстоятельств, приведших к повреждению или гибели, например, имущества или другого объекта страхования. Специфика страхования от несчастных случаев такова, что объект страхования стоимости не имеет. Средства, выплачиваемые в виде страховых сумм, не всегда могут быть использованы для устранения непосредственных последствий несчастного случая в прямом смысле. С их помощью невозможно также восстановить утраченный в результате потери трудоспособности или смерти доход. Эту функцию выполняют средства, выделяемые из фонда социального страхования и обеспечения. Однако выплаты по страхованию от несчастных случаев позволяют преодолеть серьёзные материальные затруднения, нередко возникающие в семье в случае потери кормильца или утраты им трудоспособности, и покрыть дополнительные затраты на лечение и питание. Таким образом, при страховании от несчастных случаев практически проводится страхование риска утраты трудоспособности или смерти в результате несчастного случая. Максимальная стоимость этого риска определяется самим страхователем. Размер взносов как своеобразная плата за услуги, предоставляемые договором страхования, зависит от этой стоимости и от вероятности несчастного случая для данного страхователя.
Выплата по договорам страхования от несчастных случаев, играющая роль материальной помощи, может производиться в виде:
- страховой суммы, указанной в договоре;
- части страховой суммы, указанной в договоре;
- пенсии;
- страхового пособия;
- суточного вознаграждения.

Форма выплаты определяется условиями договора и характером последствия несчастного случая. Так, если результатом страхового несчастного случая явилась смерть или постоянная полная утрата трудоспособности (инвалидность), выплата производится в форме страховой суммы, размер которой указан в договоре, единовременно. При наступлении инвалидности кроме единовременной выплаты страховой суммы договором может быть предусмотрена выплата пенсии. Срок получения пенсии застрахованными определяется периодом инвалидности. Существует различный порядок выплаты пенсии: ежегодный, ежеквартальный, ежемесячный.
При наступлении частичной постоянной нетрудоспособности договором предусматривается выплата страховой суммы в размере, составляющем определенную часть страховой суммы, предназначенной для выплаты при полной нетрудоспособности. Размер выплачиваемой части устанавливается в зависимости от того, в какой степени снизилась трудоспособность застрахованного, то есть от тяжести последствия несчастного случая. Определение утраты трудоспособности для расчёта выплаты может быть различным. Но в любом случае требуется подтвержденное врачом свидетельство о причине и характере травмы, имеющейся у застрахованного. При этом обычно в страховой практике применяется перечень возможных травм с указанием процента утраты трудоспособности, соответствующего каждой травме. Например, сросшийся перелом фаланги одного пальца означает 5% утраты трудоспособности, а сросшийся перелом бедра без нарушения его функции - 20% утраты трудоспособности. Процент выплачиваемой страховой суммы соответствует установленному проценту утраты трудоспособности.
Если результатом страхового несчастного случая явилась временная нетрудоспособность, выплата застрахованному может производиться в форме страхового пособия или суточного вознаграждения. И та, и другая выплата производятся при длительности временной нетрудоспособности в течение оговоренного в договоре срока. Если по условиям договора выплачивается страховое пособие, его размер, зависящий от длительности временной нетрудоспособности, заранее зафиксирован.

## Порядок заключения договора страхования от несчастного случая
Для заключения договора страхования достаточно устного заявления страхователя. При этом ему предоставляется право назначить любое лицо (или несколько лиц) для получения страховой суммы в случае его смерти. В период действия договора страхователь может изменить данное им ранее распоряжение о назначении третьего лица, подав об этом письменное заявление непосредственно страховщику или составив об этом отдельное распоряжение. При подаче такого заявления страхователь должен представить страховое свидетельство и предъявить паспорт или заменяющий его документ.

## Перечень страховых случаев
По договору страхования от несчастных случаев при наступлении страхового события страховщик обязан выплатить страхователю или назначенному им лицу (лицам) обусловленную страховую сумму или соответствующую часть её независимо от причитающихся ему (ей) сумм по государственному социальному страхованию, социальному обеспечению и сумм, причитающихся в порядке возмещения вреда.
Страховая сумма устанавливается по согласованию между страхователем и страховщиком при заключении договора. Страхователь, пожелавший увеличить размер страховой суммы, может заключить дополнительно к действующему новый договор страхования. При этом новый договор действует независимо от ранее заключенного.
Страховыми являются следующие события, имеющие место в период действия договора страхования, подтвержденные справкой лечебно-профилактического учреждения и предусмотренные "Таблицей размеров страховых сумм, подлежащих выплате в связи со страховыми событиями":
- травма, полученная застрахованным лицом в результате несчастного случая;
- случайное острое отравление ядовитыми растениями, химическими веществами (промышленными или бытовыми), недоброкачественными пищевыми продуктами, за исключением токсикоинфекции (сальмонеллеза, дизентерии и др.), лекарствами;
- заболевание клещевым энцефалитом (энцефаломиелитом) или полиомиелитом;
- патологические роды или внематочная беременность, приведшие к удалению органов (матки, обеих или единственной трубы, яичников);
- случайные переломы, вывихи костей, повреждения зубов, ожоги, разрывы (ранения) органов или их удаление в результате неправильных медицинских манипуляций;
- смерть застрахованного в период действия договора страхования от перечисленных выше причин, или в течение года со дня этого события, случайного попадания в дыхательные пути инородного тела, утопления, анафилактического шока, переохлаждения организма (за исключением смерти от простудного заболевания).

Не относятся к страховым событиям:
- травмы, полученные застрахованным в связи с совершением им действий, в которых следственными органами или судом установлены признаки умышленного преступления;
- травмы, полученные застрахованным в связи с управлением им в состоянии алкогольного, наркотического или токсического опьянения любым самоходным средством, имеющим двигатель внутреннего сгорания или электродвигатель (автомашиной, мотоциклом, мотороллером, мопедом, велосипедом с мотором, трактором, комбайном, троллейбусом, трамваем и т.д.), катером или моторной лодкой, а также в связи с передачей управления ими лицу, находящемуся в состоянии алкогольного, наркотического или токсического опьянения;
- травмы или отравление в результате покушения застрахованного на самоубийство;
- умышленное причинение застрахованным себе телесных повреждений;
- смерть в результате перечисленных выше причин;
- неблагоприятные последствия диагностических, лечебных и профилактических мероприятий (включая инъекции лекарств), если они не были связаны с лечением, проводившимся по поводу страхового события, происшедшего в период действия договора страхования.

Если несчастный случай, происшедший в период действия договора страхования, привел к событиям, за последствия которых по условиям договора предусмотрена выплата, размер подлежащей выплаты страховой суммы определяется по "Таблице размеров страховых сумм, подлежащих выплате в связи со страховыми событиями" на основании справки лечебно-профилактического учреждения без освидетельствования страхователя.
В случае, если страхователь получил повреждение мягких тканей, органов зрения, слуха или мочеполовой системы, он может быть направлен страховщиками на освидетельствование к врачу для определения последствий таких повреждений.
Действие договора страхования от несчастных случаев прекращается:
- по истечении срока страхования в день, предшествующий тому, в который договор вступил в силу;
- в случае выплаты страховщиком полной страховой суммы, указанной в страховом свидетельстве;
- в случае смерти страхователя.

Могут быть предусмотрены другие основания для прекращения договора, например, в случае выезда страхователя на постоянное местожительство за границу.

## Формы страхования от несчастных случаев
Страхование от несчастного случая осуществляется в добровольной и обязательной формах. Обязательному государственному страхованию подлежат: сотрудники правоохранительных органов, военнослужащие внутренних войск, военнослужащие и граждане, призванные на военные сборы, сотрудники Госналогслужбы, кадровый состав внешней разведки, сотрудники федеральных органов государственной безопасности, судьи и некоторые другие категории работников, находящихся на государственной службе.

## Страхование от несчастного случая в России - финансовые показатели
Таблица «Страхование от несчастных случаев. Страховые премии и выплаты, данные ФСФР, 2010/12 год»
| Вид страхования                                        | Премии 2010 год, тыс.руб | Выплаты 2010 год, тыс. руб | Коэфф. выплат, 2010 год, % | Премии 2011 год, тыс.руб | Выплаты 2011 год, тыс. руб | Коэфф. выплат, 2011 год, % | Премии 2012 год, тыс.руб | Выплаты 2012 год, тыс. руб | Коэфф. выплат, 2012 год, % |
| Страхование от несчастного случая, добровольное        | 36 464 698               | 5 891 331                  | 16.16                      | 48 600 160               | 8 005 097                  | 16.47                      | 73 751 299               | 10 253 131                 | 13.90                      |
| Обязательное страхование пассажиров                    | 446 016                  | 1 403                      | 0.31                       | 467 606                  | 1 018                      | 0.22                       | 475 688                  | 703                        | 0.15                       |
| Обязательное страхование сотрудников налоговых органов | 25 315                   | 21 368                     | 84.41                      | 21 592                   | 24 036                     | 111.32                     | 22 950                   | 19 963                     | 86.98                      |
| Обязательное страхование военнослужащих                | 6 155 409                | 6 472 076                  | 105.14                     | 6 755 733                | 6 290 030                  | 93.11                      | 18 800 432               | 11 671 903                 | 62.08                      |